# Legia Warszawa (łyżwiarstwo szybkie)
Legia Warszawa – sekcja łyżwiarstwa szybkiego klubu CWKS Legia Warszawa.
Legia Warszawa jest najbardziej utytułowanym klubem drużynowych mistrzostw Polski.
Panczeniści Legii zostali także medalistami indywidualnych mistrzostw Polski.